# Roslagsbanan

Schemat sieci

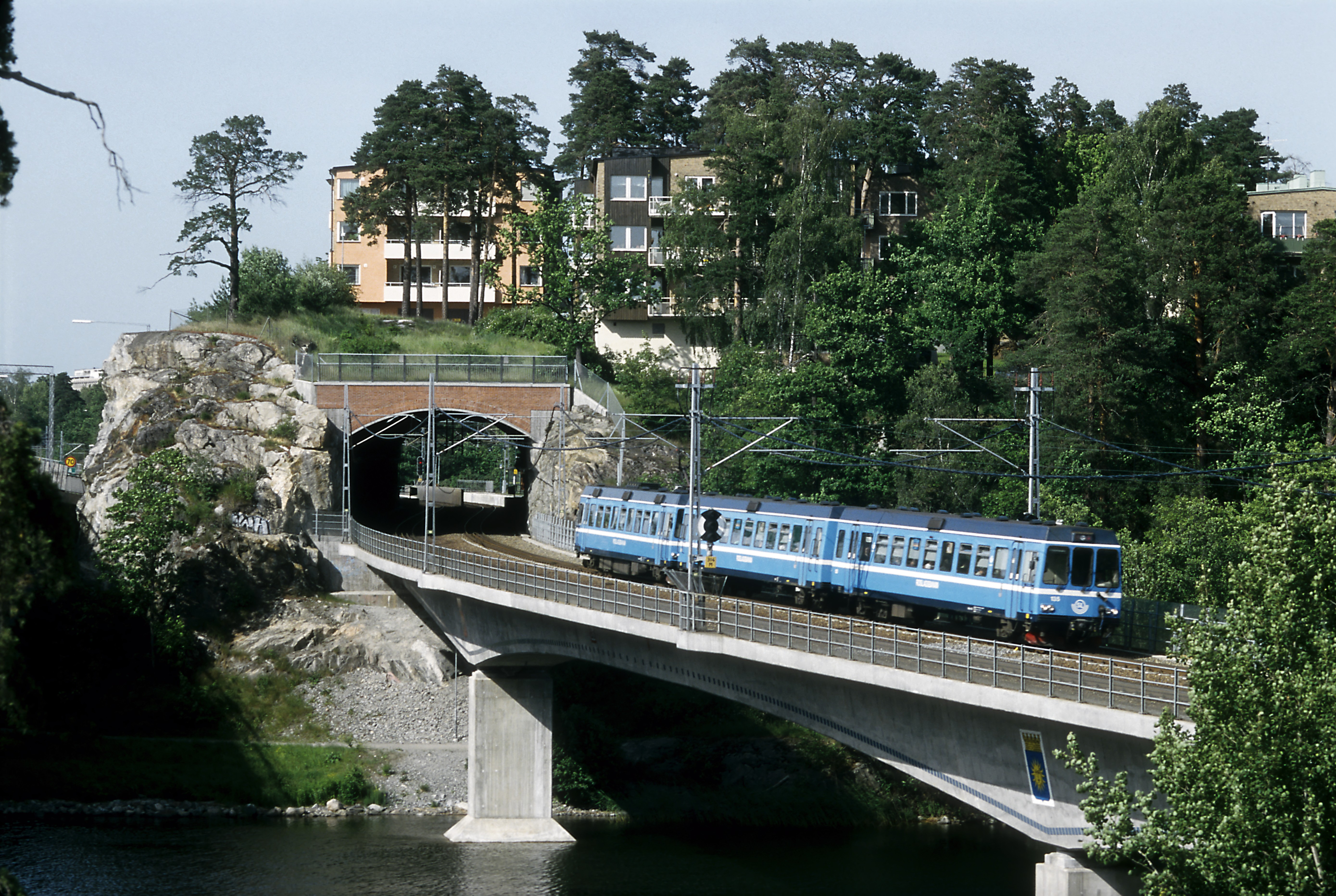
Pociąg na moście Stocksund

Roslagsbanan – wąskotorowa kolej aglomeracyjna w Sztokholmie. Składa się z trzech linii o łącznej długości 65 kilometrów. Jest jedną z pierwszych zelektryfikowanych kolei publicznych w Europie. Dziennie przewozi ok. 42 tys. pasażerów. Jest częścią dawnej sieci kolei wąskotorowych Stockholm-Roslagens Järnvägar (SRJ) w regionie Roslagen.

## Przebieg
Początkową stacją jest Sztokholm Wschodni (Stockholms östra station). Linia biegnie na północ i dzieli się na trzy linie, które docierają do Näsbypark, Österskär i Kårsta:
| Linia | Odcinek                              | Długość | Stacje |
| ----- | ------------------------------------ | ------- | ------ |
| 27    | Stockholms östra station – Kårsta    | 41.5 km | 23     |
| 28    | Stockholms östra station – Österskär | 29.5 km | 20     |
| 29    | Stockholms östra station – Näsbypark | 11.5 km | 12     |
| Razem | Razem                                | 65 km   | 39     |

## Kolej
Linię obsługuje od roku 2002 przedsiębiorstwo Roslagståg AB. Kolej zatrudnia ok. 280 osób: dyżurnych ruchu, motorniczych i konduktorów. Kolej pokonuje 2,5 mln pociągokilometrów rocznie. Liczba pasażerów wynosi ok. 10 mln rocznie, czyli ok. 42 tys. dziennie. Najbardziej uczęszczaną stacją jest dworzec Sztokholm Wschodni, z którego korzysta ok. 10 000 osób dziennie.

## Historia
Roslagsbanan jest jedną z najstarszych publicznych kolei elektrycznych w Europie. Pierwszy odcinek kolei został oddany do użytku w roku 1876 jako kolej Uppsala – Lenna (ULJ). Wybrano dla niej jako tańszy wąski tor o prześwicie 891 mm (trzech stóp szwedzkich). W 1884 roku przedłużono linię na południe, jako kolej Lenna – Norrtelje (LNJ). W roku 1885 uruchomiono główną linię ze Sztokholmu do Rimbo (Stockholm-Rimbo Jernväg, SRJ), gdzie łączyła się z koleją LNJ. W 1892 zelektryfikowano odcinek Sztokholm – Djursholm. W latach 1905-1908 kolej SRJ wykupiła pozostałe dwie linie, zmieniając nazwę na Stockholm-Roslagens Järnvägar, przy zachowaniu swojego skrótu. W latach 20. XX wieku kolej pokrywała dużą część regionu geograficznego Roslagen, od którego pochodzi jej nazwa. Sieć liczyła wówczas 326 km linii kolejowych, a także 930 km połączeń autobusowych. Stosowano na niej nowe rozwiązania techniczne, lecz prędkość pociągów z uwagi na specyfikę linii wąskotorowej była niska. W 1951 roku kolej została znacjonalizowana, a w 1959 roku została włączona do szwedzkich kolei państwowych (Statens Järnvägar, SJ).
W latach 60. kolej wąskotorowa zaczęła przynosić straty z uwagi na konkurencję ze strony transportu samochodowego i między innymi, z końcem 1966 roku zlikwidowano połączenie pasażerskie między Rimbo a Uppsalą. W 1969 kolej została przejęta od dotychczasowego przewoźnika Statens Järnvägar przez transport miejski Sztokholmu. Część linii zlikwidowano, część przerobiono na kolej normalnotorową. Środkowy odcinek w rejonie Upssali przekształcono na kolej muzealną Lennakatten. W latach 70. kolej w pobliżu Sztokholmu, która była niedoinwestowana i w złym stanie technicznym, stała się obiektem przetargów i gier politycznych i groziła jej likwidacja. W 1980 odbyło się referendum, w którym dużą przewagę zdobyli zwolennicy utrzymania linii. Kolej następnie zmodernizowano i kupiono nowoczesny tabor. Na dużej części sieci zbudowano drugi tor i podniesiono prędkość pociągów do 120 km/h.